# آرکواتا اسکریویا
آرکواتا اسکریویا (به ایتالیایی: Arquata Scrivia) یک کومونه در ایتالیا است که در استان آلساندریا واقع شده‌است.

## خصوصیات
آرکواتا اسکریویا ۲۳٫۴ کیلومترمربع مساحت و ۶٬۱۶۵ نفر جمعیت دارد و ۲۴۸ متر بالاتر از سطح دریا واقع شده‌است.